# نیم‌منقارماهی‌های زنده‌زا
نیم‌منقارماهی‌های زنده‌زا (نام علمی: Zenarchopteridae) نام یک تیره از راسته منقارماهی‌سانان است.